# Тензорное поле
Тензорное поле — это отображение, которое каждой точке рассматриваемого пространства ставит в соответствие тензор.

## Определение
Формально тензорное поле можно определить несколькими способами.

### Определение через понятие структуры на многообразии
Используя основное понятие дифференциальной геометрии — структура на многообразии, — можно дать следующее определение:
Пусть {\displaystyle V=\mathbb {R} ^{n}}, {\displaystyle V^{*}=\mathrm {Hom} \,(V,\;\mathbb {R} )} и {\displaystyle V_{q}^{p}=(({\overset {p}{\otimes }}V))\otimes (({\overset {q}{\otimes }}V^{*}))} — пространство тензоров типа {\displaystyle (p,\;q)} с естественным тензорным представлением группы {\displaystyle GL^{1}(n)=GL(n)}, тогда структура типа {\displaystyle V_{q}^{p}} является линейной структурой первого порядка и называется тензорным полем (или тензорной структурой) типа {\displaystyle (p,\;q)}.

### Определение через понятие тензорного расслоения
При определении тензорного поля можно отталкиваться от понятия тензорного расслоения.
Тензорное поле — это сечение тензорного расслоения {\displaystyle T^{p,\;q}(M)} на дифференцируемом многообразии {\displaystyle M}, изоморфного в общем случае тензорному произведению касательных и кокасательных расслоений
{\displaystyle T^{p,\;q}(M)\cong {\overset {p}{\otimes }}T(M)\otimes {\overset {q}{\otimes }}T(M)^{*}.}

### Нестрогое определение
Менее формально тензорное поле можно рассматривать как отображение, которое каждой точке рассматриваемого многообразия {\displaystyle M} ставит в соответствие тензор постоянной валентности.

### Область применения
Понятие тензорного поля естественным образом возникает в механике и физике сплошных сред при описании анизотропных сред. Понятие тензорного поля находит применение во всех прикладных науках, где такие среды рассматриваются и изучаются. Оно входит в математический аппарат общей и специальной теории относительности.

## Расширенное тензорное поле
Понятие расширенного тензорного поля возникает в результате расширения понятия тензорного поля в изложенном выше смысле.

### Нестрогое определение
Проще всего понимать такое расширение исходя из нестрогого определения, согласно которому тензорное поле — это отображение, которое ставит в соответствие каждой точке {\displaystyle \displaystyle x} многообразия {\displaystyle \displaystyle M} некоторый тензор фиксированной валентности {\displaystyle \displaystyle (p,q)}, отнесенный к этой точке {\displaystyle \displaystyle x}. Пусть теперь {\displaystyle \displaystyle {\tilde {M}}} — некоторое другое многообразие, являющееся линейным расслоением над {\displaystyle \displaystyle M}, и пусть {\displaystyle \displaystyle \pi :{\tilde {M}}\to M} — каноническая проекция для такого расслоения. Тогда
расширенное тензорное поле — это отображение, которое ставит в соответствие каждой точке {\displaystyle \displaystyle y} многообразия {\displaystyle \displaystyle {\tilde {M}}} некоторый тензор фиксированной валентности {\displaystyle \displaystyle (p,q)} на {\displaystyle \displaystyle {\tilde {M}}}, отнесенный к точке {\displaystyle \displaystyle x=\pi (y)}.